# Dial: MACEO
Albums de Maceo Parker
Funk Overload
(1998) Made By Maceo
(2003)
Dial: MACEO est le 11e album de Maceo Parker publié en 2000.

## Titres
1. Rabbit's in the Pea Patch
2. My Baby Loves You (participation de James Taylor)
3. I've Got Work To Do
4. The Greatest Romance Ever Sold
5. Black Widow (participation de son fils Corey Parker)
6. Coin Toss (participation d'Ani Difranco)
7. Simply Tooley
8. Latin Like
9. The Closer I Get To You
10. My Love
11. Homeboy
12. Baby Knows